# Eleições regionais em Baden-Württemberg de 1956
As eleições regionais em Baden-Württemberg de 1956 foram realizadas a 4 de Março e, serviram para eleger os 120 deputados para o parlamento regional.
O grande vencedor das eleições foi a União Democrata-Cristã que obteve 42,6% dos votos e 56 deputados, um aumento de 6% nos votos e de 6 deputados em relação às eleições de 1952.
O Partido Social-Democrata da Alemanha obteve 28,9% dos votos e o Partido Democrático Liberal caiu dos 18,0% de 1952 para os 16,6% dos votos.
Por fim, de destacar o resultado positivo do Bloco dos Refugiados e Expatriados, que voltou a conseguir a entrar no parlamento, ao conseguir 6,3% dos votos e 7 deputados.
Após as eleições, formou uma grande coligação entre todos os partidos que entraram no parlamento, sendo liderado por democratas-cristãos.

## Resultados Oficiais
| Partido                 | Partido                            | Votos     | %     | +/-   | Deputados | +/-     |
| ----------------------- | ---------------------------------- | --------- | ----- | ----- | --------- | ------- |
|                         | União Democrata-Cristã             | 1 392 635 | 42,64 | 6,65  | 56 / 120  | 6       |
|                         | Partido Social-Democrata           | 942 732   | 28,86 | 0,85  | 36 / 120  | 2       |
|                         | Partido Democrático Liberal        | 541 221   | 16,57 | 1,44  | 21 / 120  | 2       |
|                         | Bloco dos Refugiados e Expatriados | 204 335   | 6,26  | 0,01  | 6 / 120   | Estável |
|                         | Partido Comunista da Alemanha      | 104 652   | 3,20  | 1,18  | 0 / 120   | 4       |
|                         | Partido de Toda Alemanha           | 50 618    | 1,55  | Novo  | 0 / 120   | Novo    |
|                         | Outros                             | 29 976    | 0,92  |       | 0 / 120   |         |
| Votos Inválidos         | Votos Inválidos                    | 62 691    | 1,32  | 0,80  |           |         |
| Total                   | Total                              | 3 328 860 | 100   |       | 120 / 120 | 1       |
| Eleitorado/Participação | Eleitorado/Participação            | 4 738 390 | 70,25 | 6,59  |           |         |
| Fonte                   | Fonte                              | [ 1 ]     | [ 1 ] | [ 1 ] | [ 1 ]     | [ 1 ]   |